# 鈴木俊幸
鈴木 俊幸（すずき としゆき、1956年 - ）は、日本近世文学研究者、中央大学教授。近世戯作、書籍文化史が専門。

## 略歴
北海道生まれ。1979年中央大学文学部国文科卒、1985年同大学院博士課程単位取得満期退学。1989年国士舘短期大学国文科専任講師。1992年中大文学部専任講師、1993年助教授、1998年教授。
2005年日本出版学会賞、2008年ゲスナー賞、2013年岩瀬弥助記念書物文化賞受賞。2019年『近世読者とそのゆくえ』で第27回やまなし文学賞（研究・評論部門）受賞。

## 著書
- 『蔦重出版書目』青裳堂書店 1998(日本書誌学大系)
- 『蔦屋重三郎』若草書房 1998(近世文学研究叢書)、平凡社ライブラリー 2012
- 『戯作の華黄表紙の世界』平木浮世絵財団 1999
- 『一九が町にやってきた 江戸時代松本の町人文化』高美書店 2001(ふるさとライブラリー)
- 『江戸の読書熱 自学する読者と書籍流通』平凡社選書 2007
- 『絵草紙屋 江戸の浮世絵ショップ』平凡社選書 2010
- 『江戸の本づくし―黄表紙で読む江戸の出版事情』平凡社新書 2011
- 『書籍流通史料論序説』勉誠出版 2012
- 『近世読者とそのゆくえ　読書と書籍流通の近世・近代』平凡社 2017
- 『書籍文化史料論』勉誠出版 2019
- 『蔦屋重三郎』平凡社新書 2024
- 『「蔦重版」の世界 : 江戸庶民は何に熱狂したか』NHK出版新書 2025

### 編纂
- 『唐来三和』桜楓社 1989(シリーズ江戸戯作)
- 『近世書籍研究文献目録』ぺりかん社 1997
- 『花東頼朝公御入』山東京伝 平木浮世絵財団 1999
- 『書籍文化史』1-18 私家版 2000-2017
- 『浸透する教養 江戸の出版文化という回路』編　勉誠出版 2013
- 『近世・近代初期書籍研究文献目録』編　勉誠出版 2014
- 『信州松本藩崇教館と多湖文庫』山本英二共編　新典社 2015
- 『書籍の宇宙 広がりと体系』編　平凡社・シリーズ〈本の文化史〉2015
- 『出版文化のなかの浮世絵』編　勉誠出版 2017

### 論文
- 『歌麿の初筆と生年について』『書誌学月報』第30号、青裳堂書店、1987年